# Omnicide – Creation Unleashed
Albums de Neaera
Armamentarium
(2007) Forging the Eclipse
(2010)
Omnicide – Creation Unleashed est le quatrième album studio du groupe de Deathcore allemand Neaera. L'album est sorti le 26 mai 2009 sous le label Metal Blade Records.
La couverture de la pochette de l'album a été réalisée par Terje Johnsen.
L'album a atteint la 51e place du classement German Media Control chart.

## Composition du groupe
- Benjamin Hilleke - Chant
- Stefan Keller - Guitare
- Tobias Buck - Guitare
- Benjamin Donath - Basse
- Sebastian Heldt - Batterie

## Liste des titres
1. I Loathe - 4:34
2. Prey to Anguish - 4:36
3. The Wretched of the Earth - 3:49
4. Grave New World - 4:02
5. Age of Hunger - 4:57
6. Caesura - 4:21
7. Omnicide - 4:22
8. In Near Ruins - 4:47
9. The Nothing Doctrine - 4:39
10. I am the Rape - 4:00